# Hirschberg (Allgäuer Alpen)
Der Hirschberg (auch Hindelanger Hirschberg oder Kleiner Hirschberg) ist ein 1500 Meter hoher Berg in den Allgäuer Alpen, nördlich von Bad Hindelang. Die Schartenhöhe des Hirschbergs beträgt mindestens 80 Meter, seine Dominanz 600 Meter, wobei der Spieser jeweils Referenzberg ist.
Eine Besonderheit ist das Gipfelkreuz, das nicht direkt auf dem höchsten Punkt des Berges liegt. Da der höchste Punkt von Hindelang aus nicht zu sehen ist, wurde das Kreuz südlich des Gipfels errichtet. In einigen Wanderkarten ist lediglich die Lage und Höhe des Gipfelkreuzes von 1479 Meter angegeben, nicht aber der eigentliche Gipfel verzeichnet.
Auf der Internetpräsenz der Gemeinde Bad Hindelang wird der Hirschberg als der Hausberg der Gemeinde bezeichnet.

## Aufstiegswege von Bad Hindelang aus
- Über den Hirschbachtobel, an der Ostflanke des Berges. Im Hirschbachtobel stehen Schautafeln des Hindelanger Lehrpfades.
- Über das Steinköpfle, an der Westflanke des Berge. Dieser Weg kann direkt vom Dorf aus oder vom Zillenbachtobel aus angegangen werden.